# Мур, Скотти
Ско́тти Мур (англ. Scotty Moore; настоящее имя Уи́нфилд Скотт Мур тре́тий, англ. Winfield Scott Moore III; 27 декабря 1931[…], Gadsden, Теннесси — 28 июня 2016[…], Нашвилл, Теннесси, США) — американский гитарист. Наиболее известен как гитарист Элвиса Пресли, игравший с ним с 1954 года до переезда Пресли в Голливуд.
На гитаре начал играть в 8 лет. В 1948—1952 годах служил на флоте. Увлекался кантри и джазом, подражал гитаристу Чету Аткинсу. До знакомства с Пресли играл в группе The Starlite Wranglers. Играл с Рики Нельсоном.
Скотти Мур включён в Зал славы рок-н-ролла. Занял 44-е место в списке 100 величайших гитаристов всех времён.